# ロータリー平和フェローシップ
ロータリー平和フェローシップは、国際ロータリーの最も新しい奨学金プログラムで、国際ロータリーが世界平和の実現と紛争の解決に寄与できる人材育成を行うことを目的としている。世界5か所6大学と提携し、選出された学生（平和フェローまたはフェロー呼ばれる）が、修士課程で平和と紛争解決の学位を修める。
日本では、国際基督教大学がロータリー平和センターの指定を受けて、2002年よりフェローを受け入れている。